# Eilean Shona
Eilean Shona est une île du Royaume-Uni située en Écosse.

## Géographie
Eilean Shona est une île accessible à marée basse située à l'entrée du Loch Moidart (en), sur la côte ouest de l'Écosse, juste au nord de la péninsule d'Ardnamurchan.